# Amadeus-Verleihung 2024
Die 24. Verleihung des Amadeus Austrian Music Award fand am 26. April 2024 im Volkstheater in Wien statt. Die Gala wurde von FM4-Moderatorin Nina Hochrainer und Ö3-Moderator Philipp Hansa moderiert und auf ORF 1 zeitversetzt übertragen.

## Nominierung und Veranstaltung
Die Nominierungen für den FM4-Award wurden am 1. Februar 2024 bekanntgegeben, die Nominierungen in den weiteren Kategorien am 5. März 2024. Bibiza erhielt sechs Nominierungen, Wanda und Josh jeweils drei Nominierungen. Jeweils zwei Mal genannt wurden My Ugly Clementine, Bipolar Feminin, Leftovers, RAF Camora, Eli Preiss, Melissa Naschenweng und Aut of Orda.
Im Unterschied zum Vorjahr wurden die Preisträger erst bei der Verleihung bekanntgegeben (außer in den Kategorien Lebenswerk und FM4 Award). Die Moderatoren waren dieselben wie ein Jahr zuvor. Die Preisträger wurden von verschiedenen Menschen verkündet (meist von österreichischen Musikern).
Es konnten österreichische Künstler oder solche, die ihren Lebensmittelpunkt in Österreich hatten, nominiert werden.
Für die meisten Award-Kategorien galt:
1. Die Nominierungen setzten sich je zur Hälfte aus den Verkaufszahlen im Jahr 2023 und der Wertung einer Fachjury zusammen, die aus rund 150 Experten aus der Musik- und Medienbranche bestand.
2. Die Siegerwertung setzte sich zu je einem Drittel aus Online-Publikumsvoting, Juryvoting und Musikverkäufen zusammen.

Es waren diese Musikauftritte vorgesehen:
- Melissa Naschenweng
- Chris Steger
- Cari Cari
- Bipolar Feminin
- AVEC (Weltpremiere von „It’s a problem“)
- Pop-Performance mit Jacob Elias, NNOA, Anna-Sophie und CHRISTL
- Hip-Hop-Performance mit Spilif, Donna Savage, Hidden Gemz und Jugo Ürdens
- Rock-Performance mit den Bands Baits, Dives und Crispies

## Preisträger und Nominierte
RAF Camora, Bibiza und Wanda wurden in jeweils zwei Kategorien ausgezeichnet.

### Album des Jahres
- XV von RAF Camora

Weitere Nominierte:
- Reparatur von Josh.
- The Good Life von My Ugly Clementine
- Vire von Folkshilfe
- Wiener Schickeria von Bibiza

### Live Act des Jahres
- Wanda

Weitere Nominierte:
- Bibiza
- Melissa Naschenweng
- Pizzera & Jaus
- Seiler und Speer

### Songwriter des Jahres
- Eine Ode an Wien von Bibiza (Musik & Text: Bibiza & filous)

Weitere Nominierte:
- My Grandma Says We Have No Future von Cari Cari (Musik & Text: Cari Cari)
- Die Ersten von Die Mayerin (Musik & Text: Die Mayerin, Michael Klimas)
- Betrunken von Ness (Musik & Text: Ness, Gabriel Geber, Florian Gruber, Tom Ulrichs)
- Alles Ok von Pippa (Musik: Pippa, Mario Fartacek, Giovanna Fartacek Text: Pippa)

### Alternative
- My Ugly Clementine

Weitere Nominierte:
- Bipolar Feminin
- Oskar Haag
- Sharktank
- Uche Yara

### Electronic / Dance
- Toby Romeo

Weitere Nominierte:
- Harris & Ford
- Joyce Muniz
- Klangkarussell
- Radian

### Hard & Heavy
- Leftovers

Weitere Nominierte:
- All Faces Down
- Baits
- Serenity
- We Blame the Empire

### HipHop / Urban
- RAF Camora

Weitere Nominierte:
- Bex
- Donna Savage
- Eli Preiss
- Spilif

### Jazz / World / Blues
- Ernst Molden, Seiler & das Frauenorchester

Weitere Nominierte:
- Ernst Molden
- Norbert Schneider
- Sigrid Horn
- Wiener Blond & Original Wiener Salonensemble

### Pop / Rock
- Aut of Orda

Weitere Nominierte:
- Bibiza
- Chris Steger
- Josh.
- Wanda

### Schlager / Volksmusik
- Melissa Naschenweng

Weitere Nominierte:
- Die Draufgänger
- Die Seer
- Natalie Holzner
- Nik P.

### FM4 Award
Für den FM4-Award wurden bis 15. Februar 2024 fünf Kandidaten per Online-Voting ermittelt, wobei 20 von der FM4-Musikredaktion ausgesuchte Kandidaten dafür zur Auswahl standen. Anschließend erfolgte eine zweite Votingrunde mit den fünf verbliebenen Finalisten.
- Bipolar Feminin[6]

Weitere Finalisten
- Anda Morts
- Bibiza
- Eli Preiss
- Leftovers

Weitere Nominierte
- ARAI
- BEX
- CULK
- Donna Savage
- Endless Wellness
- FILLY
- My Ugly Clementine
- RAHEL
- Resi Reiner
- SALÒ
- salute
- Sharktank
- Skofi
- Uche Yara
- Verifiziert

### Ö3-Song des Jahres
Anhand der Ö3 Austria Top 40 und der Musikwünsche von Ö3-Hörern wurden von Ö3 15 Songs vorausgewählt, aus diesen wurden mit einer Online-Abstimmung zuerst fünf Songs gewählt, dann aus diesen mit einer weiteren Online-Abstimmung das Siegerlied.
- Bei niemand anders – Wanda

Weitere Finalisten
- Fix net normal – Aut of Orda
- Ich gehör repariert – Josh.
- Insanity – Anna-Sophie
- Situationship – Jacob Elias

Weitere Nominierte
- All Night – RAF Camora feat. Luciano
- Back to the Summer – King & Potter
- Bitch – Felicia Lu
- Echo – Thorsteinn Einarsson
- Najo eh – Folkshilfe feat. Paul Pizzera
- Summertime Love – Mathea
- What it feels like – Toby Romeo & YouNotUs
- Who the Hell Is Edgar? – Teya & Salena
- Wias sei soi – Chris Steger
- Woodstock – Julian le Play

### Best Sound
Vom Fachverband der Film- und Musikindustrie in der Wirtschaftskammer ermittelt.
- Wiener Schickeria von Bibiza
  - Künstlerische Produktion und Recording: Bibiza, Matthias Oldofredi, Johannes Madl, Johannes Römer, Enzo Gaier, Demian Pengg-Bührlen, Nikolai Potthoff, Patrick Denis Kowalewski, Philipp Rosenow
  - Mix: Johannes Madl, Nikodem Milewski
  - Mastering: Nikodem Milewski

Weitere Nominierte:
- Love‘s The Worst von Florence Arman
- Watching Strangers Smile von Filly
- Habits von King&Potter
- Viennese Soul Vol. II von Sebastian Schneider

### Lebenswerk
Vom Verband der Österreichischen Musikwirtschaft (IFPI Austria) ausgewählt, überreicht von Bundespräsident Alexander Van der Bellen.
- Hubert von Goisern[7]